# Damoiseau (cràter)
Damoiseau és un cràter d'impacte que es troba just a l'oest de l'Oceanus Procellarum, a la part occidental de la cara visible de la Lluna, situat a l'est del prominent cràter Grimaldi, un cràter amb un sòl fosc distintiu. Al sud de Damoiseau apareix el cràter Sirsalis.

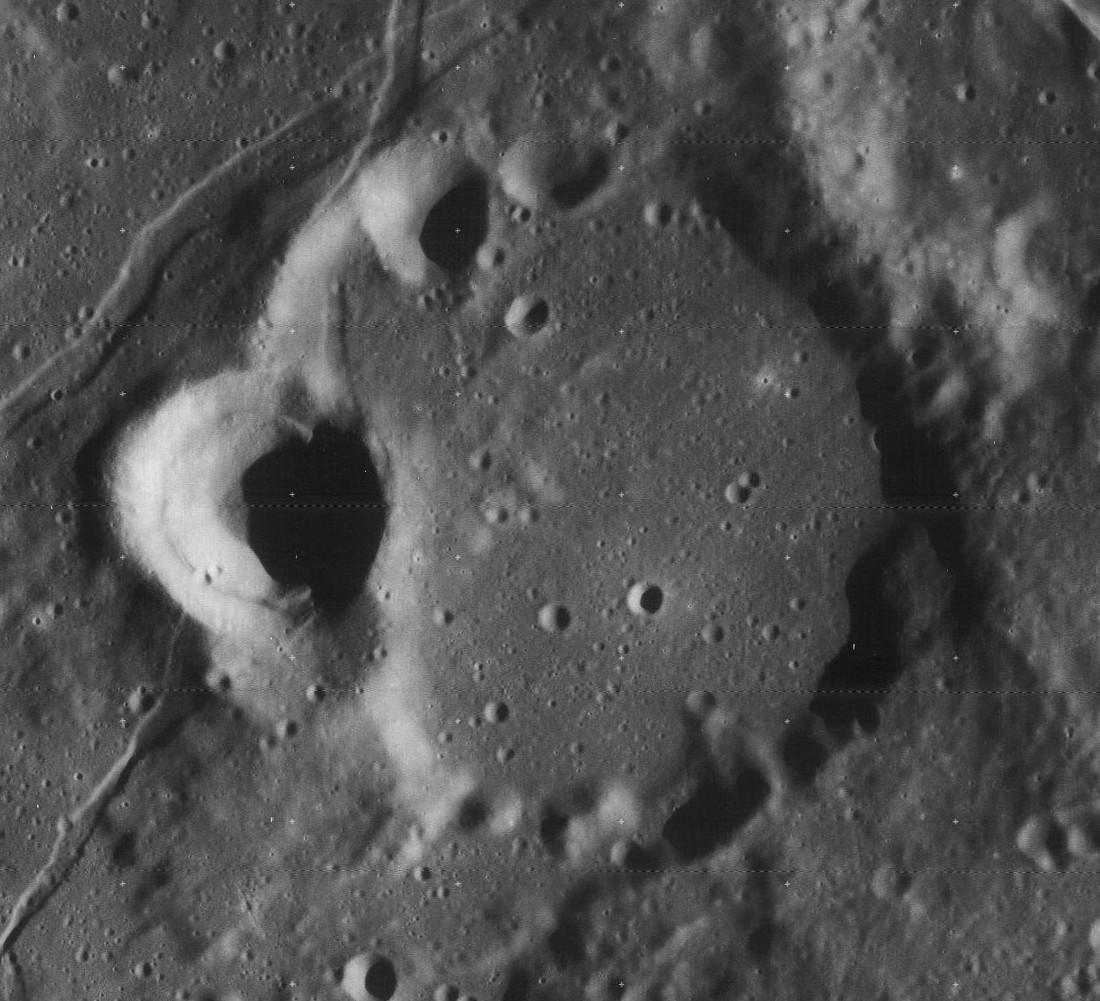
Cràters Damoiseau A (gran) i Damoiseau D (petit, a l'esquerra)
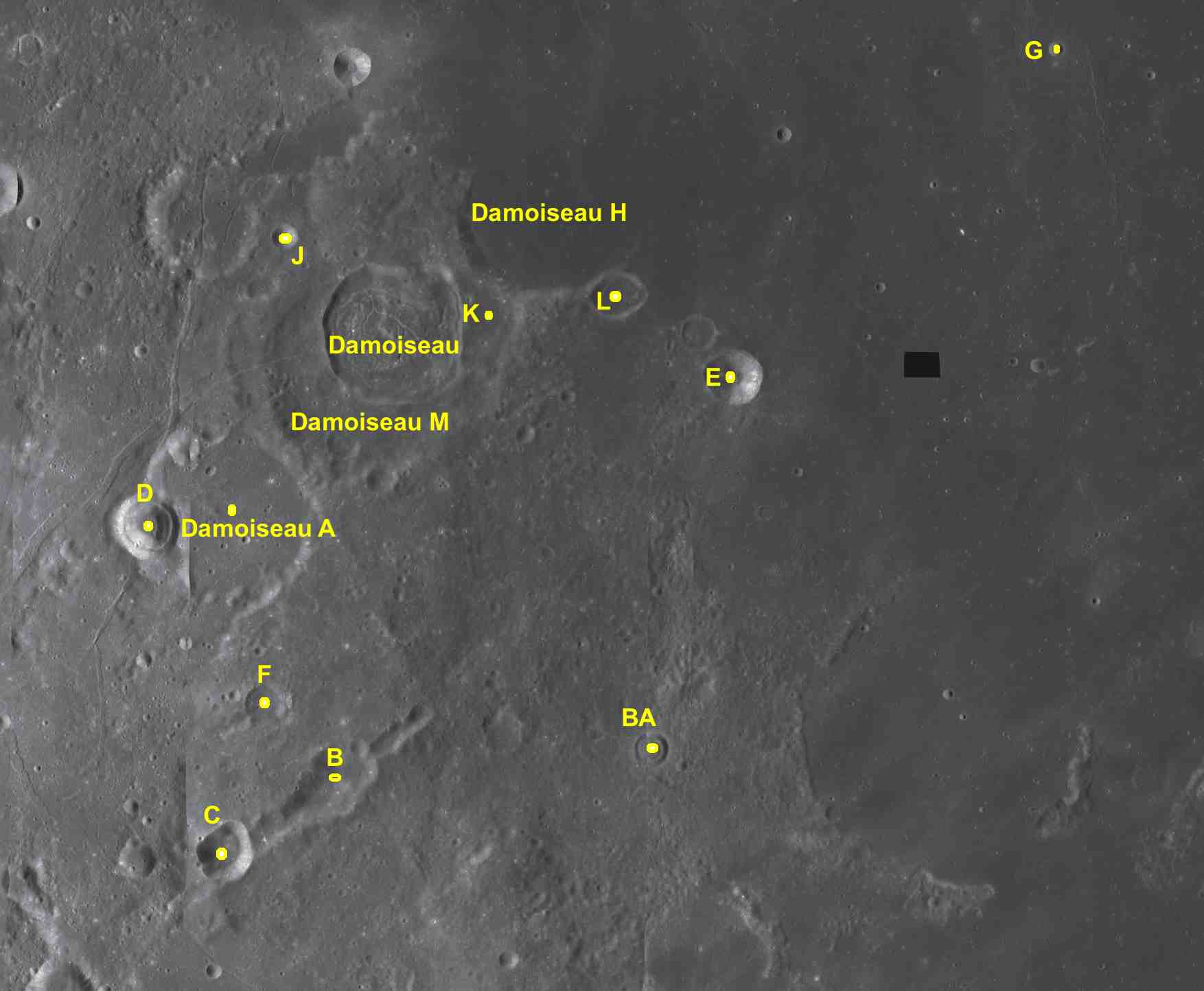
Cràters satèl·lit
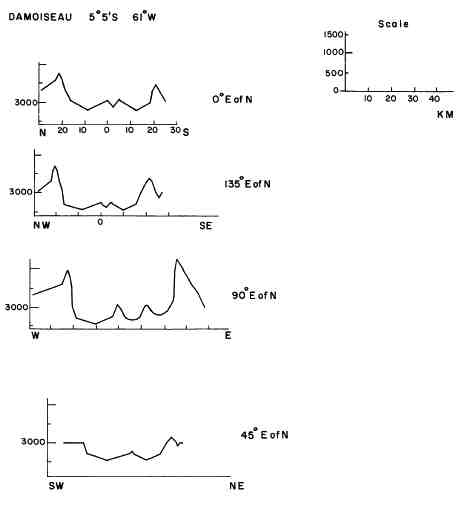
Perfils transversals

La vora baixa de Damoiseau no és pas netament circular, i presenta un sortint exterior cap al nord-est i petites protuberàncies al nord i al sud-est. El sòl interior és irregular i complex, amb una sèrie de crestes i esquerdes petites (similars a les del cràter Vitello). Damoiseau és concèntric amb un cràter més gran i més vell, anomenat Damoiseau M, que és aproximadament del doble de diàmetre. Aquest element extern no té vora cap al nord-est, on es creua amb la mar lunar.

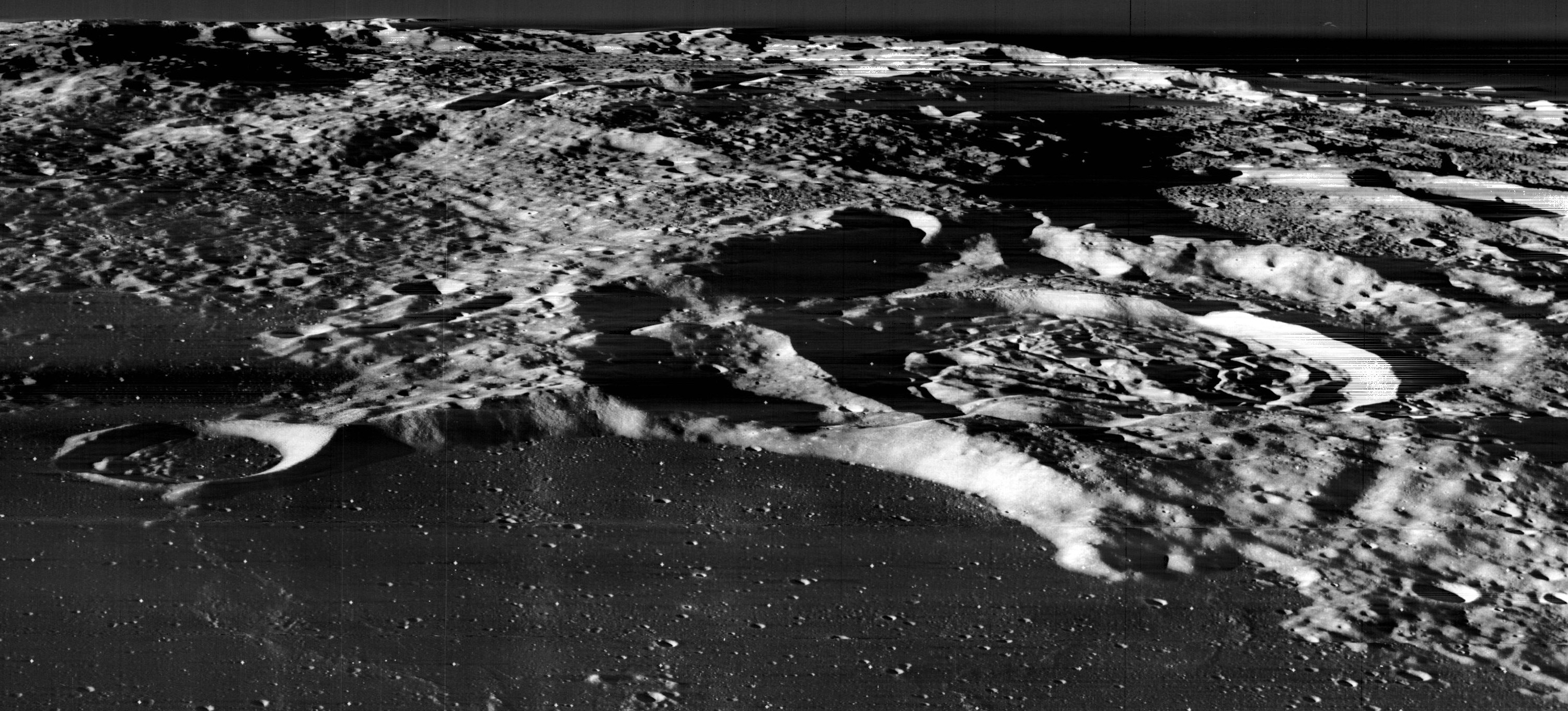
Vista obliqua de Damoiseau (dreta-centre) des del Lunar Orbiter 3, orientació sud-oest. La plana del primer pla és l'Oceanus Procellarum, i la «badia» semicircular per sota del centre és Damoiseau H. El petit cràter a l'extrem esquerre adjacent a Damoiseau H és Damoiseau L. La paret sud de Damoiseau M és visible, concèntrica amb el propi Damoiseau. Damoiseau A està darrere (per sobre i a la dreta) de Damoiseau.

Cap al sud-est apareix un sistema d'esquerdes anomenatdes Rimae Grimaldi, que continua cap a l'oest i el sud, al llarg d'una distància màxima d'uns 230 km.

## Cràters satèl·lit
Per convenció aquests elements són identificats en els mapes lunars posant la lletra en el costat del punt central del cràter que està més proper a Damoiseau .
| Damoiseau | Coordenades                        | Diàmetre |
| --------- | ---------------------------------- | -------- |
| A         | 6° 18′ S, 62° 24′ O / 6.3°S,62.4°O | 47 km    |
| B         | 8° 36′ S, 61° 36′ O / 8.6°S,61.6°O | 23 km    |
| BA        | 8° 18′ S, 59° 00′ O / 8.3°S,59.0°O | 9 km     |
| C         | 9° 06′ S, 62° 30′ O / 9.1°S,62.5°O | 15 km    |
| D         | 6° 24′ S, 63° 18′ O / 6.4°S,63.3°O | 17 km    |
| E         | 5° 12′ S, 58° 18′ O / 5.2°S,58.3°O | 14 km    |
| F         | 7° 54′ S, 62° 06′ O / 7.9°S,62.1°O | 11 km    |
| G         | 2° 30′ S, 55° 36′ O / 2.5°S,55.6°O | 4 km     |
| H         | 3° 48′ S, 59° 48′ O / 3.8°S,59.8°O | 45 km    |
| J         | 4° 06′ S, 62° 00′ O / 4.1°S,62.0°O | 7 km     |
| K         | 4° 36′ S, 60° 24′ O / 4.6°S,60.4°O | 23 km    |
| L         | 4° 30′ S, 59° 18′ O / 4.5°S,59.3°O | 14 km    |
| M         | 5° 06′ S, 61° 18′ O / 5.1°S,61.3°O | 54 km    |